# L'Homme de la rue
Pour les articles homonymes, voir Homme de la rue et John Doe.
Pour plus de détails, voir Fiche technique et Distribution.
L'Homme de la rue (Meet John Doe) est un film américain de Frank Capra sorti en 1941. Il a été nommé pour un Oscar du cinéma en 1942.

## Synopsis
À la suite du rachat de son journal par un riche homme d'affaires (DB Norton joué par Edward Arnold), Ann Mitchell (Barbara Stanwyck) voit sa rubrique supprimée car le rédacteur en chef, Henry Connell (James Gleason) et le nouveau propriétaire la considèrent comme trop romantique et pas assez sensationnelle. Pour se venger de son licenciement, Ann Mitchell écrit un ultime article dans lequel elle prétend avoir reçu une lettre d'un certain John Doe qui indique vouloir se suicider le soir de Noël depuis le toit de l'Hôtel de Ville car il est au chômage depuis quatre ans.
Dès la parution du journal, le maire est assailli de réclamations et contacte immédiatement le journal pour savoir qui est John Doe. Parallèlement, le journal concurrent soupçonne un canular.
Ann Mitchell retourne au journal et convainc le rédacteur en chef de la réembaucher pour profiter de l'intérêt du public pour John Doe. L'idée est d'engager un homme quelconque pour assumer le rôle de John Doe. C'est ainsi qu'est recruté John Willoughby (Gary Cooper), SDF et ancien joueur de baseball qui a dû renoncer à la compétition des suites d'une blessure. Il touche 50 dollars et est logé par le journal dans une suite à l'hôtel accompagné de son compagnon clochard, « le colonel » (Walter Brennan).
Alors qu’une interview de John Doe est prévue à la radio, DB Norton propose à Ann Mitchell de gagner 1000 dollars par semaine pour écrire le discours de John Doe et tous ceux qui vont suivre. Elle rédige ainsi différents textes censés être de John Doe et qui parlent des maux de la société qui ne se préoccupe pas de ses citoyens. Dans l'optique de l'interview, le journal concurrent propose à John Doe de toucher 5000 dollars pour reconnaître en direct que tout cela n'est qu'une mystification. John Doe accepte dans un premier temps mais se résout finalement à lire le discours qu'on lui a préparé. Le texte fait un très grand effet auprès des auditeurs car il leur parle de leur quotidien et les incite à se préoccuper davantage de leurs voisins sans attendre que les politiques le fassent. Ce discours a été écrit par Ann Mitchell à partir des notes du journal de son père, médecin de quartier qui donnait son temps et son argent aux indigents.
Très vite des Comités John Doe se créent dans tout le pays avec pour slogan « Soyez un meilleur voisin », des réunions de voisinage et d'entraide s'organisent, le tout financé par DB Norton. Mais ce dernier n'est pas le philanthrope qu'il prétend et ambitionne en réalité de se présenter à la présidence. Il exige de John Doe que celui-ci le désigne comme le candidat des Comités John Doe lors de la convention nationale des Comités. Mais John Doe refuse. Lors de la Convention nationale, DB Norton le désavoue publiquement et explique à tout le monde que John Doe avait fait tout cela pour de l'argent sans aucune ambition de solidarité.
Désavoué, hué par la foule, John Doe, redevenu John Willoughby, est à nouveau SDF et se retrouve avec son fidèle ami le colonel. Mais il est très déprimé car il avait cru aux discours qu'on lui faisait lire et avait vu combien les gens faisaient preuve de solidarité salutaire. Il se rend le soir de Noël sur le toit de l'Hôtel de Ville pour se suicider. Mais DB Norton et son conseil d'administration interviennent pour le dissuader de sauter en lui disant que cela ne servira à rien car les traces de son suicide seront effacées et son corps jeté dans une fosse commune. Anne Mitchell arrive à son tour sur le toit de l'immeuble et se jette dans ses bras en lui avouant son amour et son désir de relancer les clubs John Doe mais honnêtement cette fois ci. Les créateurs d'un des premiers comité John Doe accompagnés du colonel sont là également et appuie ce projet de renaissance des clubs. Alors que John Willoughby portant Ann Mitchell evanouie dans ses bras renonce à son idée de suicide et part avec les fondateurs du Comité John Doe, Henry Connell apostrophe DB Norton en lui disant que le peuple se dressera toujours face aux gens comme lui.

## Fiche technique
- Titre original : Meet John Doe
- Titre : L'Homme de la rue
- Réalisation : Frank Capra
- Scénario : Robert Riskin d'après un sujet de Richard Connell et Robert Presnell
- Photographie : George Barnes
- Montage : Daniel Mandell
- Musique : Dimitri Tiomkin
- Direction musicale : Leo F. Forbstein
- Direction artistique : Stephen Goosson
- Costumes : Natalie Visart
- Société de production : Frank Capra Productions
- Pays d'origine :  États-Unis
- Langue originale : anglais
- Format : 1.33:1 - noir et blanc - son mono (RCA Sound System)
- Genre : comédie dramatique sociale
- Durée : 122 minutes
- Date de sortie : États-Unis 3 mai 1941

## Distribution

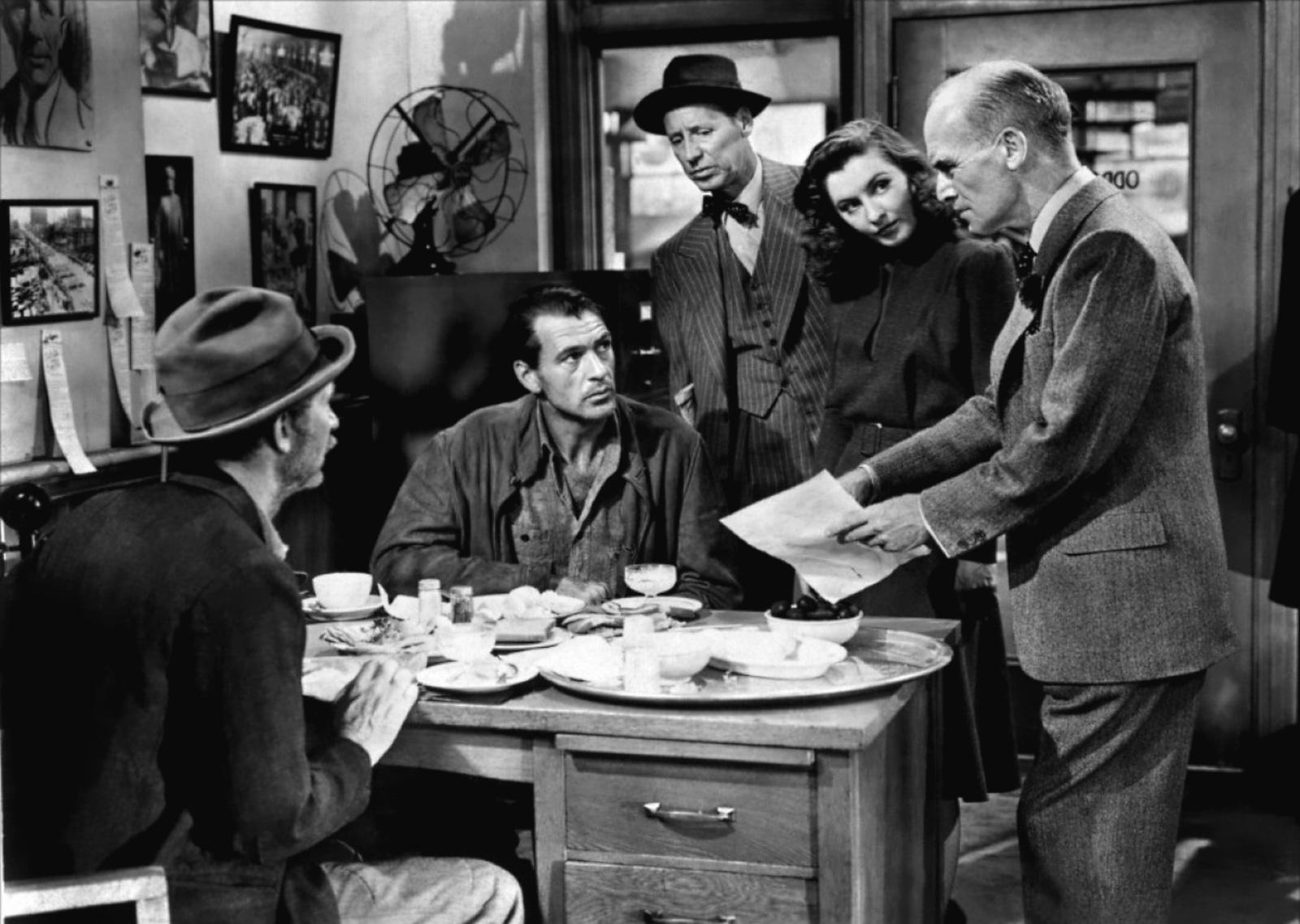
Walter Brennan, Gary Cooper, Irving Bacon, Barbara Stanwyck et James Gleason.

Les voix françaises indiquées ci-dessous proviennent du redoublage.
- Gary Cooper (VF : Jean-Louis Faure) : John Doe
- Barbara Stanwyck (VF : Véronique Augereau) : Ann Mitchell
- Edward Arnold (VF : Vincent Grass) : D. B. Norton
- Walter Brennan (VF : Michel Mella) : le colonel
- Spring Byington (VF : Lily Baron) : Mme Mitchell
- James Gleason (VF : Jean-Luc Kayser) : Henry Connell
- Gene Lockhart : le maire Lovett
- Rod La Rocque : Ted Sheldon
- Irving Bacon (VF : Michel Dodane) : Beany
- Mitchell Lewis : Bennett
- Sterling Holloway : Dan
- J. Farrell MacDonald : Sourpuss Smithers
- Regis Toomey (VF : Lionel Tua) : Bert Hansen
- Warren Hymer : Angelface
- Harry Holman : le maire Hawkins
- Vaughan Glaser : le gouverneur
- Charles C. Wilson : Charlie Dawson

Acteurs non crédités
- Frank Austin : Grubbel
- Glen Cavender : rôle indéterminé
- Billy Curtis : le nain
- Edward Earle : le maître de cérémonie pour la radio
- Sarah Edwards : Mme Hawkins
- Paul Everton : un partisan du parti républicain
- Pat Flaherty : Mike, agent du Daily Chronicle
- John Hamilton : Jim, conseiller du gouverneur
- Kenneth Harlan : Homme avec un panneau publicitaire
- Edward Hearn : Secrétaire du maire Lovett
- Russell Simpson : rôle indéterminé
- Wyndham Standing : Un démocrate
- Hank Mann : Eddie, photographe à l'hôtel

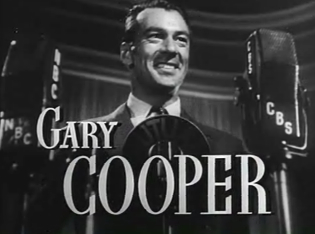
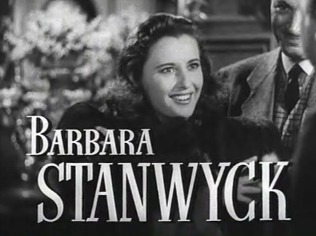
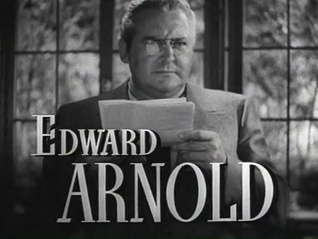
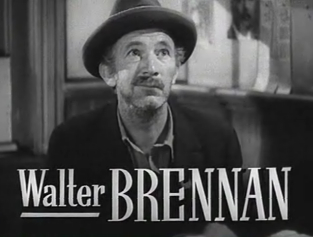
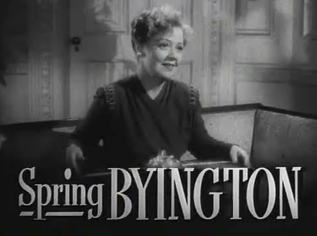
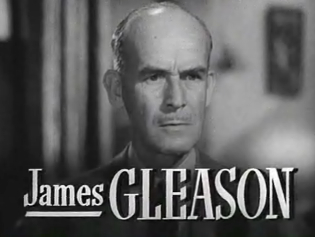

- Maris Wrixon

## Distinction

### Nomination
- 1942 : nommé à l'Oscar de la meilleure histoire originale, pour Richard Connell et Robert Presnell